# 22. вечити дерби у фудбалу
22. вечити дерби у фудбалу је фудбалска утакмица одиграна у Београду 2. марта 1958. године, између Црвене звезде и Партизана. Утакмица се завршила резултатом 2 : 2 (1 : 1).